# Markt Bibart
Markt Bibart – gmina targowa w Niemczech, w kraju związkowym Bawaria, w rejencji Środkowa Frankonia, w regionie Westmittelfranken, w powiecie Neustadt an der Aisch-Bad Windsheim, wchodzi w skład wspólnoty administracyjnej Scheinfeld. Leży w Steigerwaldzie, około 15 km na północny zachód od Neustadt an der Aisch, nad rzeką Laimbach, przy drodze B8 i linii kolejowej Monachium - Würzburg - Frankfurt nad Menem/Hanower.

## Dzielnice
W skład gminy wchodzą następujące dzielnice: 
- Altenspeckfeld
- Altmannshausen
- Enzlar
- Fuchsau
- Markt Bibart
- Ziegenbach

## Polityka
Rada gminy składa się z 12 członków:
|      | CSU | SPD | Niezależna Grupa Wyborców | Razem     |
| 2002 | 4   | 5   | 3                         | 12 miejsc |